# شهرستان لاودردیل (میسیسیپی)
شهرستان لاودردیل، میسیسیپی (به انگلیسی: Lauderdale County, Mississippi) یک سکونتگاه مسکونی در ایالات متحده آمریکا است که در ایالت میسیسیپی واقع شده‌است.